# Serrat de les Forques (Cabanabona)
El Serrat de les Forques és una serra situada al municipi de Cabanabona a la comarca de la Noguera, amb una elevació màxima de 473 metres.